# Albereda
|  | Per a altres significats, vegeu «l'Albereda». |

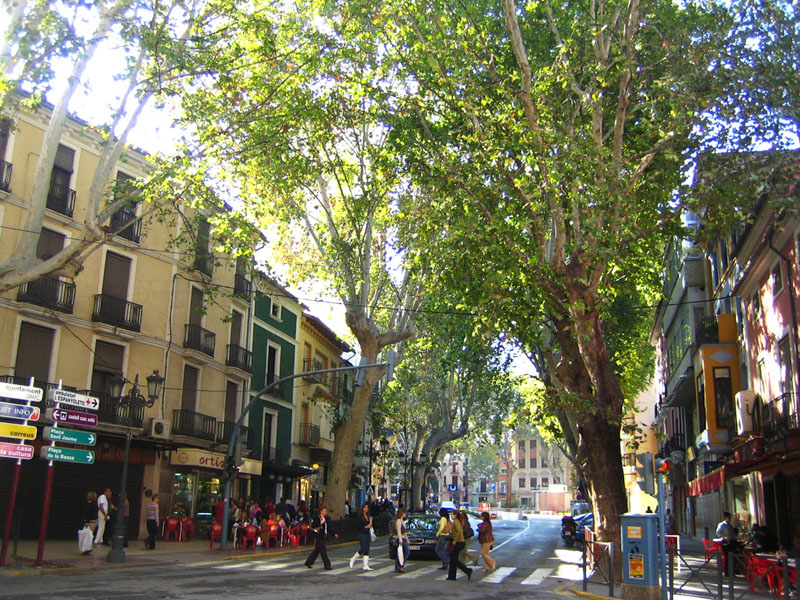
l'Albereda de Xàtiva

Una albereda és un comunitat vegetal de ribera predominantment d'àlbers. A moltes viles i ciutats, l'albereda és també un passeig amb àlbers a cada costat:
com ara l'Albereda de València o la de Xàtiva.